# Південна баптистська конвенція

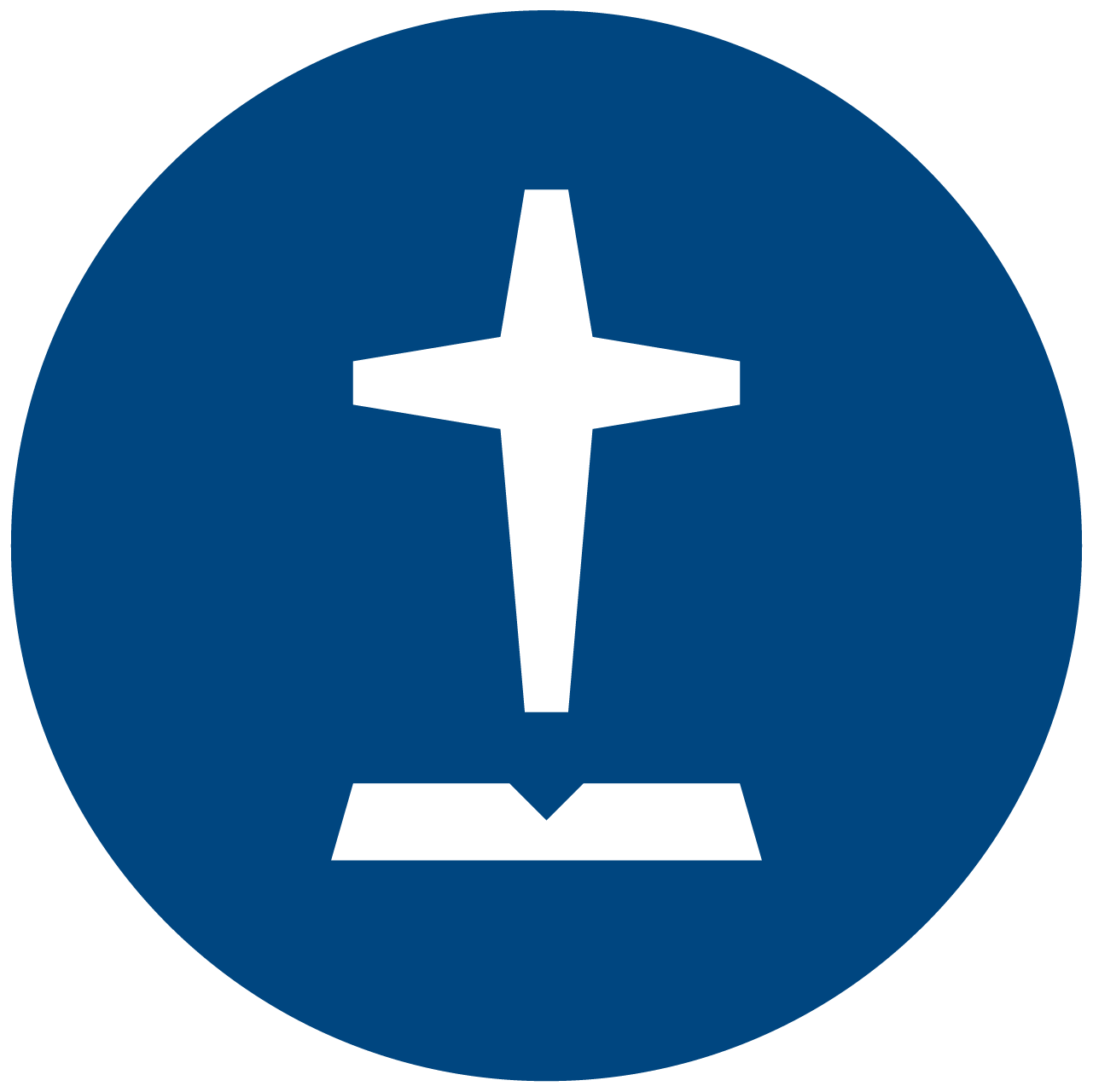
Логотип Південної баптистської конвенції

Південна баптистська конвенція (англ. Southern Baptist Convention) — найбільша протестантська організація в США. Конвенція об'єднує 13,22 млн баптистів і 47 198 помісних церков (2022 г.) з усіх штатів США . Вона є найбільшою в світі національною баптистською організацією. У США конвенція займає друге місце по кількості членів серед усіх християнських деномінацій.
Слово «південна» у назві організації вказує на місцевість, де вона була утворена, та на розташування більшості помісних церков. Південна баптистська конвенція була утворена в 1845 році в штаті Джорджія. Більшість помісних церков організації перебувають у південних штатах США, хоча з 1940 року у конвенцію почали входити баптистські церкви інших регіонів країни. В даний час до конвенції входять помісні церкви з усіх штатів США, які організовані в 42 баптистські конвенції штатів. Штаб-квартира конвенції знаходиться в місті Нешвілл, штат Теннессі.
Південні баптисти у релігійній практиці надають великого значення особистому релігійному досвіду віруючого. Це підтверджується у публічному хрещенні по вірі, шляхом повного занурення у воду, і у відмові від хрещення немовлят. Кожна окрема помісна церква має автономію і може відрізнятися у віровченні та богослужінні.

## Історія
Перші баптисти на території британських колоній Північної Америки з'явилися у першій половині XVII століття, які емігрували з Англії внаслідок релігійних переслідувань.
Перша баптистська помісна церква на Півдні була заснована в 1682 в місті Чарльстон (Південна Кароліна). В Вірджінії і в Північній Кароліні перші баптистські помісні церкви були засновані в 1715 і в 1727 році відповідно. У 1740 році у цих трьох колоніях вже було 8 помісних церков і 300-400 баптистів.
У 1814 році була заснована перша у США національна баптистська організація — Трирічна конвенція, до якої увійшли і всі помісні церкви південних штатів.
У 1845 році баптисти Півдня США організували окрему організацію, назвавши її Південна баптистська конвенція.

## Віровчення
Віровчення Південної баптистської конвенції викладено в документі під назвою "Баптистська віра і місія" (англ. Baptist Faith and Message), який був розроблений у 1925 році і перероблений у 1963 та 2000 роках. «Баптистська віра і місія» не є обов'язковим для помісних церков, хоча багато хто з них використовують саме цей документ як Символ віри. «Баптистська віра та місія» не є обов'язковим символом віри для віруючих, хоча студенти (перед прийомом до семінарії конвенції) та місіонери (перед прийомом на роботу в місію) повинні підтвердити, що їхня віра узгоджується з цим документом.

### Баптистська віра i місія
Найбільш важливі пункти документа:
- Віровчення ґрунтується виключно на Біблії. Біблія була написана людьми, натхненими Богом і через неї Бог відкрив себе людям.
- Існує лише один істинний Бог.
- Ісус Христос своєю замісною смертю на хресті забезпечив людині можливість викуплення гріхів.
- Спасіння включає повне викуплення людини і пропонується як дар кожному, хто приймає Ісуса Христа як Господа та Спасителя.
- У момент покаяння людина стає знову народженою духовно і вже не може довільно грішити. Також вона наділяється здатністю зростати морально та духовно до стану зрілості.
- Ставши істинним християнином, людина не може втратити Спасіння. Впавши в гріх, християнин карається Богом, аж до смерті, але все одно залишається врятованим через віру.
- Помісна церква незалежна від інших організацій і підкоряється лише Христу. Вона складається з хрещених віруючих і діє згідно з демократичними принципами. Служителями церкви є пастори і диякони.
- Хрещення по вірі є попередньою умовою для членства в церкві та для участі в Вечері Господньої.
- Місіонерство є найважливішим завданням у діяльності конвенції. Усі помісні церкви повинні робити свій внесок у справу місіонерства.
- Для здійснення повного духовного зростання християн необхідна адекватна система християнської освіти.
- Християни повинні служити Богу і ближнім своїми духовними дарами та матеріально. Проголошується добровільність матеріального служіння пропорційно до своїх доходів (відсутнє правило десятини).
- Християни повинні протистояти расизму, будь-якій формі жадібності, егоїзму і зла, протистояти перелюбу, гомосексуальності та порнографії. Підкреслюється аморальність аборта.
- Бог благословив для шлюбу та інтимного життя лише одного чоловіка та одну жінку. Гомосексуальність не є альтернативним способом життя. Бог створив чоловіка та жінку як вінець свого творіння. Таким чином дарований Богом пол - частина цінності Божого творіння.
- Помісні церкви повинні, при необхідності, об'єднуватися в організації для здійснення місіонерських, освітніх та благодійних служінь. Такі організації не мають влади одна над одною чи над церквами.
- Відділення церкви від держави. Ні церква, ні держава не повинні втручатися у справи одна одної.
- Усезагальне священнство: Усі віруючі мають право на тлумачення Біблії та проповідування Христа. Однак віруючі повинні допомагати один одному в тому, щоб зберегти правильне вчення.
- Кожна людина особисто відповідає за вчинки перед Богом і не може перекладати відповідальність на іншу людину.
- Жінки можуть брати участь у всіх служіннях церкви, окрім пасторства. Бог присвятив виконувати особливо важливу роль пастора виключно чоловікові.

## Релігійні обряди
Південні баптисти використовують лише два обряди: хрещення за вірою та Вечеря Господня. Південні баптисти вважають, що обряди не забезпечують Спасіння самі по собі. Спасіння можливе лише через віру, а обряди є лише проявом віри.

### Хрещення
Південні баптисти практикують хрещення за вірою. Хрещення немовлят немає сенсу, оскільки вважається, що тільки доросла людина може усвідомлено каятися у своїх гріхах і приймати рішення вести християнський спосіб життя. Для того, щоб бути допущеним до хрещення, людина повинна вірити в Ісуса Христа і сповідувати його своїм Господом та Спасителем.

### Вечеря Господня (Євхаристія)
Кожна помісна церква сама визначає періодичність проведення євхаристії: щомісяця чи щокварталу. Зазвичай використовуються маленькі чашки для кожного, хто причащається, а не загальна чаша. Найчастіше використовують безалкогольний виноградний сік замість вина. Може бути використаний прісний або дріжджовий хліб, але частіше використовують прісний. Тільки хрещені по вірі віруючі допускаються до участі у Господній Вечері.

## Дивись також
- Баптизм